# Rikako Watanabe
Rikako Watanabe (née en 1964) est une organiste et compositrice japonaise.
Watanabe étudie la composition au conservatoire de Tokyo puis poursuit sa formation au Conservatoire de Paris où elle remporte un premier prix de composition et étudie le clavier et l'orgue auprès de Loïc Mallié. En tant qu'étudiante d'Éric Lebrun au conservatoire de St. Maur, elle remporte en 1993 la médaille d'or au concours international d'improvisation de Montbrison. En 1996, elle épouse le compositeur Jean-Claude Henry (de).
Watanabe a publié plusieurs œuvres pour orgue dont Jardin de Pierre (1994) et Trois Rêves de la quinzième Nuit de la Lune.

## Source de la traduction
- (de) Cet article est partiellement ou en totalité issu de l’article de Wikipédia en allemand intitulé « Rikako Watanabe » (voir la liste des auteurs).